# 103e méridien est
En géographie, le 103e méridien est est le méridien joignant les points de la surface de la Terre dont la longitude est égale à 103° est.

## Géographie

### Dimensions
Comme tous les autres méridiens, la longueur du 103e méridien correspond à une demi-circonférence terrestre, soit 20 003,932 km. Au niveau de l'équateur, il est distant du méridien de Greenwich de 11 466 km,.
Avec le 77e méridien ouest, il forme un grand cercle passant par les pôles géographiques terrestres.

### Régions traversées
En commençant par le pôle Nord et descendant vers le sud au pôle Sud, Le 103e méridien est passe par:
| Coordonnées           | Pays, territoire ou mer  | Notes |
| --------------------- | ------------------------ | --- |
| 90° 00′ N, 103° 00′ E | Océan Arctique           | |
| 80° 18′ N, 103° 00′ E | Mer de Laptev            | |
| 79° 19′ N, 103° 00′ E | Russie                   | Krai de Krasnoïarsk — Île Bolchevique, Terre du Nord |
| 78° 11′ N, 103° 00′ E | Mer de Kara              | |
| 77° 33′ N, 103° 00′ E | Russie                   | Krai de Krasnoïarsk Oblast d'Irkoutsk — à partir de 59° 18′ N, 103° 00′ E République de Bouriatie — à partir de 51° 54′ N, 103° 00′ E |
| 50° 18′ N, 103° 00′ E | Mongolie                 | |
| 42° 01′ N, 103° 00′ E | Chine                    | Mongolie Intérieure Gansu — à partir de 39° 06′ N, 103° 00′ E Qinghai — sur environ 7 km à partir de 36° 16′ N, 103° 00′ E Gansu — à partir de 36° 12′ N, 103° 00′ E Sichuan — à partir de 34° 14′ N, 103° 00′ E Yunnan — à partir de 27° 22′ N, 103° 00′ E Sichuan — à partir de 26° 44′ N, 103° 00′ E Yunnan — à partir de 26° 29′ N, 103° 00′ E |
| 22° 28′ N, 103° 00′ E | Viêt Nam                 | |
| 21° 04′ N, 103° 00′ E | Laos                     | |
| 17° 59′ N, 103° 00′ E | Thaïlande                | |
| 14° 13′ N, 103° 00′ E | Cambodge                 | Le continent et l'Île Koh Kong (en) |
| 11° 15′ N, 103° 00′ E | Golfe de Thaïlande       | |
| 6° 58′ N, 103° 00′ E  | Mer de Chine méridionale | |
| 5° 48′ N, 103° 00′ E  | Malaisie                 | Île Redang (en) |
| 5° 45′ N, 103° 00′ E  | Golfe de Thaïlande       | |
| 5° 30′ N, 103° 00′ E  | Malaisie                 | Passe juste à l'est de Batu Pahat, Johor à 1°51'N |
| 1° 45′ N, 103° 00′ E  | Détroit de Malacca       | |
| 1° 04′ N, 103° 00′ E  | Indonésie                | Îles de Rangsang, Tebing Tinggi et Sumatra |
| 4° 31′ S, 103° 00′ E  | Océan indien             | |
| 60° 00′ S, 103° 00′ E | Océan Austral            | |
| 65° 09′ S, 103° 00′ E | Antarctique              | Territoire antarctique australien, Territoires revendiqués par l' Australie |